# Gottfried Neukam
Gottfried Neukam (* 12. Januar 1892 in Kronach, Oberfranken; † 23. Mai 1959 in Kronach) war ein deutscher Maler,
Grafiker und Zeichner.

## Lebenslauf
Gottfried Neukam kam am 12. Januar 1892 als Sohn des Polizeikommissars Franz Neukam (* 1858, † 1926) und dessen Frau Margarete (* 1863, † 1930), geborene Metze, in Kronach im Bamberger Tor zur Welt. Er war das älteste von vier Kindern (Wilhelm, Sophie und Babette).
Nach dem Besuch der Knaben-Volksschule (1898–1902) sowie der Realschule in Kronach (1902–1909) besuchte er die Kunstgewerbeschule in Nürnberg und studierte dort 10 Semester in der Bildhauerklasse von Prof. Max Heilmaier. Aufgrund seiner Begabung erhielt Neukam Förderungen, unter anderem Stipendien von der Johann-Friedrich-Klett'schen-Stiftung sowie der Wittelsbacher Landesstiftung.
Im Jahr 1917 erhielt Neukam bei einer Plaketten-Konkurrenz der Hitl-Stiftung, die von der Akademie der Wissenschaften veranstaltet wurde, eine lobende Erwähnung ohne Geldpreis. 1919 erlangte er bei demselben Wettbewerb das Diplom. Im selben Jahr begann er seine Tätigkeit als Zeichenlehrer an der „Gewerblichen Pflichtfortbildungsschule der Stadtgemeinde Kronach“, um nach der Rückkehr aus dem Ersten Weltkrieg seine finanzielle Selbstständigkeit zu sichern.
Ab 1939 wurden mehrmals Profil-Plaketten von Neukam aus Elfenbein und Ebenholz im Haus der Kunst ausgestellt – mindestens aber in den Jahren 1939, 1940, 1941, 1944, 1952, 1953 und 1955.
1942 erwarb das Kunsthistorische Museum Wien zwei Plaketten von Gottfried Neukam.
Im Jahr 1957 wurde Gottfried Neukam pensioniert, lehrte aber nebenberuflich bis 1959 weiter.
Gottfried Neukam starb am 23. Mai 1959 an einem Herzinfarkt. Sein gesamter Nachlass wurde nach dem Tod seiner Schwester Babette der Stadt Kronach vermacht.

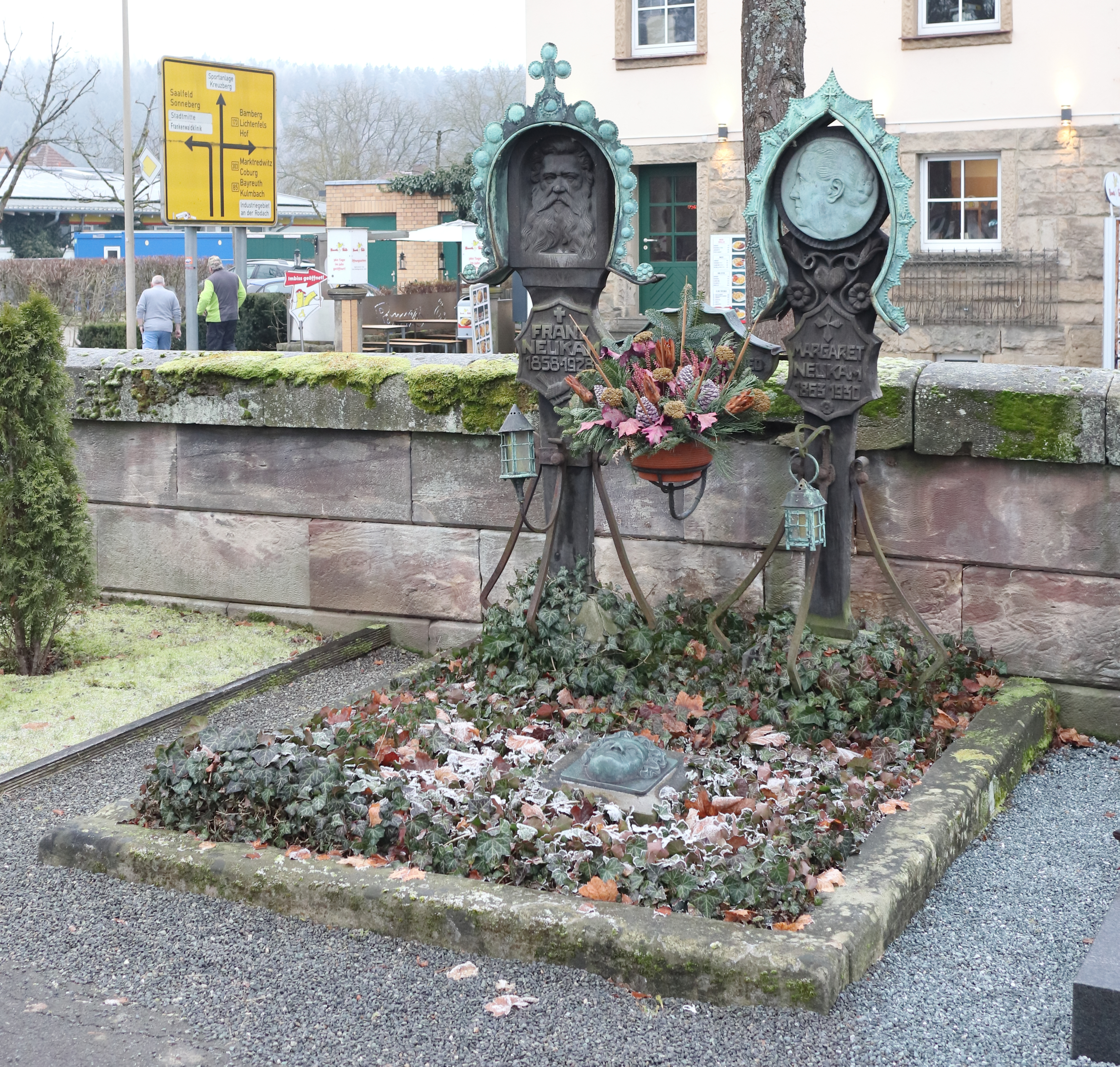
Die Grabstätte Gottfried Neukams auf dem Kronacher Friedhof.

## Werk

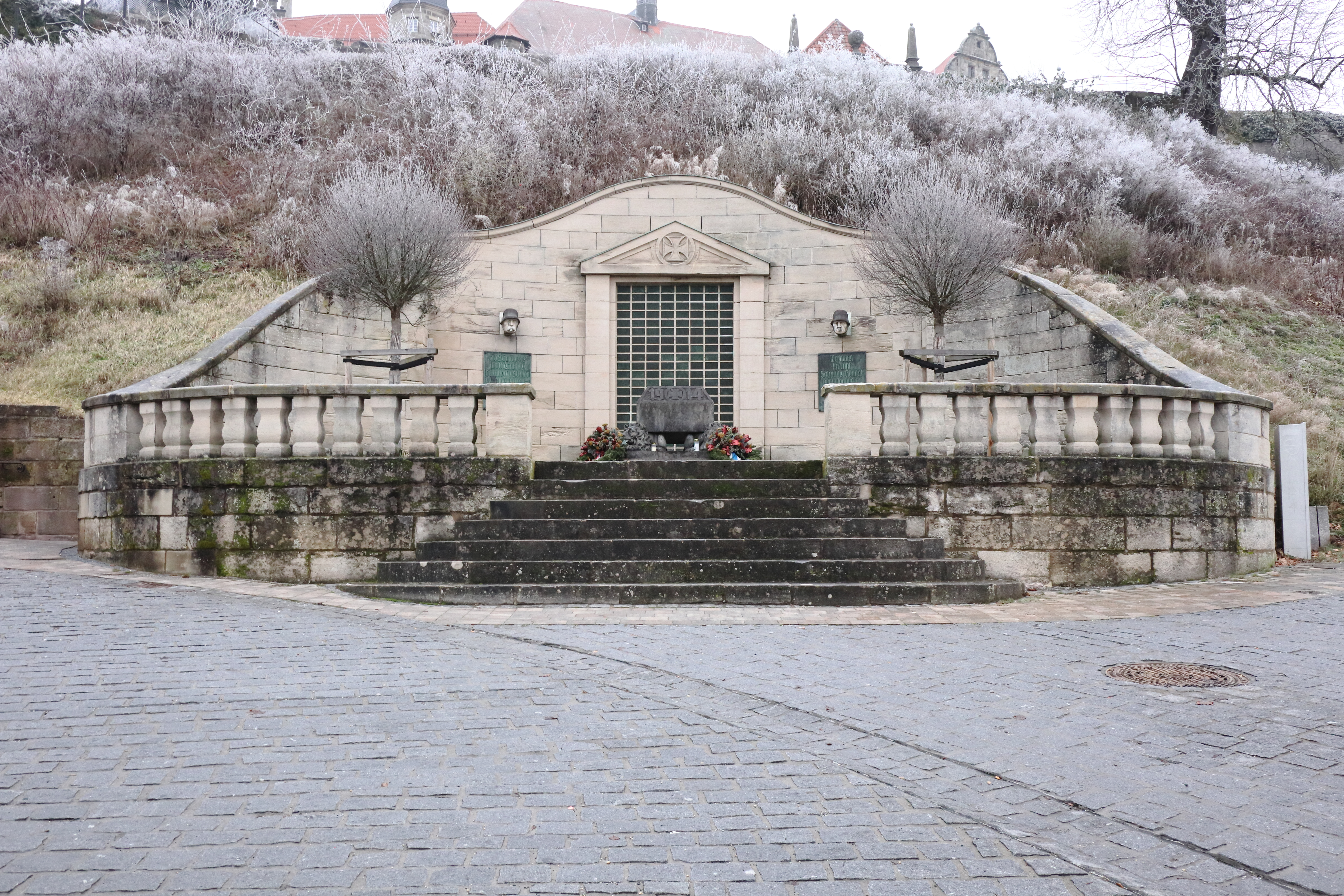
Das von Gottfried Neukam entworfene Kriegerdenkmal in Kronach.

Gottfried Neukam beschäftigte sich mit einer Vielzahl von Werkstoffen und Techniken: Er arbeitete unter anderem mit Stein, Ton, Holz, Elfenbein, Keramik und Porzellan. Neben Ölgemälden (darunter auch einige Bromöldrucke) sind vor allem Holzschnitte, Radierungen, Schabkunst und Kupferstiche von ihm erhalten. Darüber hinaus eignete er sich Kenntnisse in der Goldschmiedekunst, der Emailletechnik, der Kunstfotografie und der Filmografie an. Seine Motive fand er vor allem in Kronach und Umgebung – oft in der Natur. Dementsprechend sind seine Werke in einer Vielzahl lokaler und regionaler Veröffentlichungen zu finden. Er interessierte und engagierte sich für die regionale Tracht und organisierte die Trachten- und Flößergruppe. Das 1935 entstandene Kriegerdenkmal in Kronach stellt eines seiner größten Objekte dar. Neben seiner Anerkennung in der Zeit des Nationalsozialismus (siehe unten) sind vor allem Beteiligungen an Ausstellungen im Haus der deutschen Kunst in München sowie der Erwerb zweier Plaketten durch das Kunsthistorische Museum in Wien zu erwähnen.
Neukam nutzte zeit seines Schaffens verschiedene Signaturen für seine Werke:
- 1909–1915: NEUKAM
- 1915–1923: (verschlungenes N und G)
- 1923–1927: N G
- 1927–1930: (verschlungenes spitzwinkliges G und N)
- 1930–1959: (Kroniche Housnkuh)
- ab 1933 auch: Gottfried Neukam

## Andenken
Anlässlich seines 15. Todestages fand im Mai 1974 auf der Festung Rosenberg in Kronach eine Ausstellung zu Ehren Gottfried Neukams statt. Zwischen dem 5. und 28. Juli  1976 zudem eine Ausstellung in der Rathaus-Galerie in Kronach. In den 1970er Jahren wurde die Gottfried-Neukam-Straße und 1980 die Gottfried Neukam Mittelschule nach ihm benannt. In den 1990er Jahren wurde ein Teil seiner Werke in einer Dauerausstellung im Frankenwaldmuseum Kronach ausgestellt, die anlässlich seines 100. Geburtstages als Sonderausstellung initiiert wurde.

## Kontroversen

### Gottfried Neukams Rolle als Pädagoge
Gottfried Neukam wird in öffentlichen Publikationen oft als beliebter Pädagoge beschrieben. So sei er „bei der Jugend bekannt und geliebt“ gewesen. Andererseits berichten ehemalige Schüler auch davon, dass er gute Noten nur gegen den Erwerb von Zeichenmaterial vergab und mitunter auch handgreiflich wurde.

### Gottfried Neukams Rolle im Nationalsozialismus und die Schulbenennung
Neukam betätigte sich aktiv in und im Umfeld der NSDAP: Am 5. April 1933 trat er unter der Mitgliedsnummer 1.843.357 zunächst als Mitglied in die Partei ein. Wenig später, am 17. April 1933, wurde er auch in die Nationalsozialistischen Handwerks-, Handels- und Gewerbeorganisationen (NS-HAGO) aufgenommen. Zwischen 1933 und 1935 war er als Film- und Funkwart sowie Kunstwart für die NSDAP tätig. Ab 1934 bis 1945 war Neukam Mitglied in der Nationalsozialistischen Volkswohlfahrt, der Reichskammer der bildenden Künste sowie der Deutschen Arbeitsfront; von 1934 bis 1938 zudem förderndes Mitglied der SS. Mit der Trachten- und Flößergruppe nahm er 1934 am Reichsparteitag in Nürnberg teil, 1936 am Weltkongress für Freizeit und Erholung, ebenfalls 1936 an der Eröffnung der Olympischen Spiele in Berlin sowie 1937 am Gautrachtenfest in Bayreuth, für das er zudem eine Porzellanmedaille entwarf. Bis 1937 drehte Gottfried Neukam mindestens sechs nationalsozialistische Propagandafilme. 1938 lieferte er eine Adolf-Hitler-Büste an das Bezirkskrankenhaus, 1939 neben einem Damenbildnis aus Elfenbein und dem Abbild eines Frankenwald-Flößers aus Ebenholz eine weitere Adolf-Hitler-Büste aus Elfenbein für die Große Deutsche Kunstausstellung in München. Am 3. November 1939 wurde Gottfried Neukam zusammen mit zwei weiteren Mitbürgern durch den NSDAP-Kreisleiter Paul Müller zum Ratsherren berufen, da es sich bei ihnen um Parteigenossen handle, die „schon in der Vergangenheit sich als Nationalsozialisten voll und ganz bewährt haben“. In den Jahren 1940 und 1941 gestaltete Neukam Wanderpokale für die Gauleitung in Bayreuth. 1941 und 1944 stellte er erneut in München zur Großen Deutschen Kunstausstellung aus. Zudem beteiligte er sich mehrfach an Ausstellungen „Deutscher Kunst“ im Haus der Deutschen Kunst in München (siehe oben). In einem Brief vom 29. Juli 1941 an den Bürgermeister Hans Wachter wurde Neukam von NSDAP-Kreisleiter Müller für seine Verdienste, insbesondere für seine Treue zu „seinem deutschen Auftrag“ „in der Systemzeit mit ihrem jüdisch orientierten Kunstbolschewismus“, und als treuer aufrechter Nationalsozialist gelobt. Im selben Schreiben fordert der Kreisleiter den Bürgermeister auf durch Herbeiführung eines Ratsbeschlusses dafür zu sorgen, dass Neukam „auf Lebenszeit die Miete für die stadteigene Wohnung erlassen wird und daß die Stadverwaltung daran geht, ein Werk des Bilhauers Neukam zu erwerben“. Der Aufforderung kam der Bürgermeister nach und informierte Neukam am 28. August 1941 über die mietzinsfreie Überlassung der Wohnung im Bamberger Tor 5 auf Lebenszeit. Am 1. Juli 1945 wurde er aufgrund eines Prüfungsverfahrens zunächst als Zeichenlehrer entlassen. Am 29. Juni 1945 wurde ihm das lebenslängliche unentgeltliche Wohnungsrecht gekündigt. Vom 5. März 1946 bis 3. Mai 1946 war Gottfried Neukam in politischer Haft in Kronach. Im Januar 1948 wurde er schließlich gegen Zahlung einer Geldstrafe von 250 Reichsmark (zzgl. 80 Reichsmark für die Kosten des Verfahrens) „entnazifiziert“ und von der Spruchkammer in Kronach als Mitläufer eingestuft.
Aufgrund seiner unklaren Rolle im Nationalsozialismus entbrannte immer wieder die Diskussion darüber, ob Gottfried Neukam als Vorbild und damit insbesondere als Schulnamensgeber geeignet sei. Eine Umbenennung der damaligen Volksschule wurde erstmals im Jahr 1994 diskutiert.
Am 10. April 2018 regte die Frauenliste Stadt und Landkreis Kronach e. V. erneut eine Umbenennung der Gottfried-Neukam-Mittelschule an. Als neue Namensgeber wurden der Bildhauer Heinrich Schreiber sowie der Musiker Max Baumann oder eine neutrale Bezeichnung wie z. B. „Mittelschule am Kreuzberg“ vorgeschlagen. Der Schulverband Kronach III gab dem externen Antrag statt, entschied sich jedoch einstimmig gegen eine Umbenennung. Im August 2018 stellte Ulrike Gote im Bayerischen Landtag eine schriftliche Anfrage zur NS-Vorgeschichte von Gottfried Neukam. Das Staatsministerium für Unterricht und Kultus wies in einer Antwort vom 17. September 2018 erneut auf die Verantwortlichkeit der Schulleitung bzw. Regierung von Oberfranken für die Namensgebung hin. Es nahm zugleich aber auch Bezug darauf, dass die „Regierung von Oberfranken beabsichtigt, den betreffenden Schulverband zunächst aufzufordern, das Leben Gottfried Neukams durch ein wissenschaftliches Gutachten aufzuarbeiten.“
Die Nichtbefolgung dieser Aufforderung sowie die grundlegende Renovierung der Gottfried-Neukam-Mittelschule nahm die Frauenliste zum Anlass, bei der Bürgerversammlung der Stadt Kronach am 15. Oktober 2024 erneut einen Antrag zu Gottfried Neukam zu stellen. Diesmal mit dem Ziel ein Projekt auf den Weg zu bringen, das „die erschreckende Biografie von Gottfried Neukam (1892 – 1959) detailliert und ehrlich aufarbeitet und öffentlich zugänglich macht“. Seitens der Stadt wurde eine Aufarbeitung der Biographie Gottfried Neukams im Rahmen des heimatkundlichen Jahrbuchs des Landkreises Kronach angekündigt – ein wissenschaftliches Gutachten jedoch erneut abgelehnt.

## Trivia
Bei der Beschilderung der Gottfried-Neukam-Straße in Kronach wurde der Nachname fälschlicherweise mit zwei „m“ geschrieben – an der Kreuzung zur Kreuzbergstraße ist dieser Schreibfehler noch heute (Stand: 18. Dezember 2024) zu sehen.

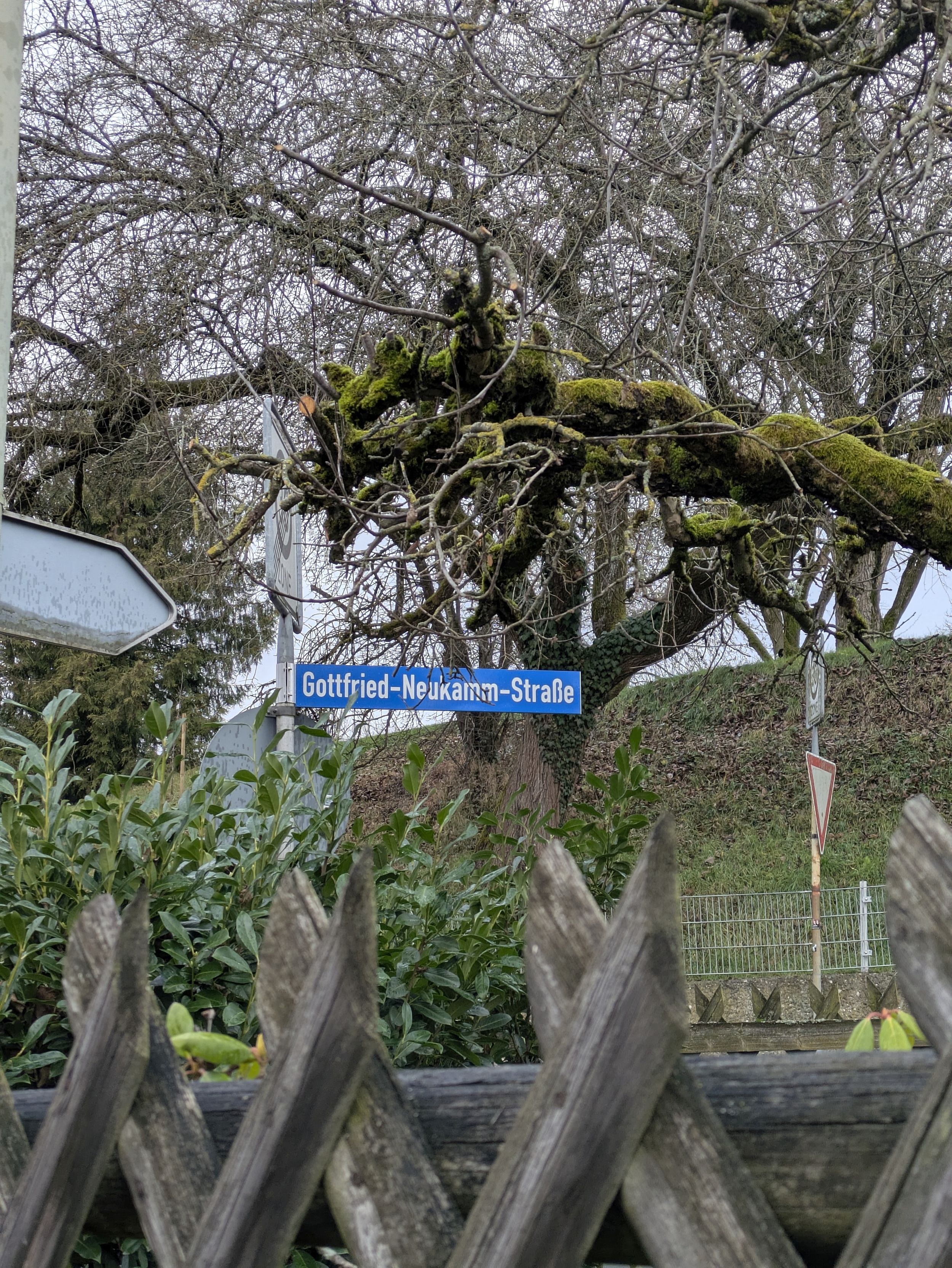
Fehlerhafte Beschilderung der Gottfried-Neukam-Straße an der Kreuzung zur Kreuzbergstraße in Kronach.